# Bonlier
Bonlier est une commune française située dans le département de l'Oise en région Hauts-de-France.

## Géographie

### Description
Bonlier est un village picard du Beauvaisis situé à quelques kilomètres au nord-est de Beauvais, traversé par l'autoroute A16 (et où se trouve l'aire du Chêne Peuquet)  et aisément accessible par l'ancienne route nationale 1 (actuelle RD 1001).
On indiquait au début du XIXe siècle que le territoire communal était constitué d'une « plaine étendue, découverte, et dépourvue d'eau » La superficie de Bonlier est de 447 ha.

### Communes limitrophes
| Guignecourt | Fontaine-Saint-Lucien | Oroer     |
|             | Bonlier               | Velennes  |
| Tille       |                       | Nivillers |

### Hydrographie
La commune est située dans le bassin Seine-Normandie. Elle n'est drainée par aucun cours d'eau,.

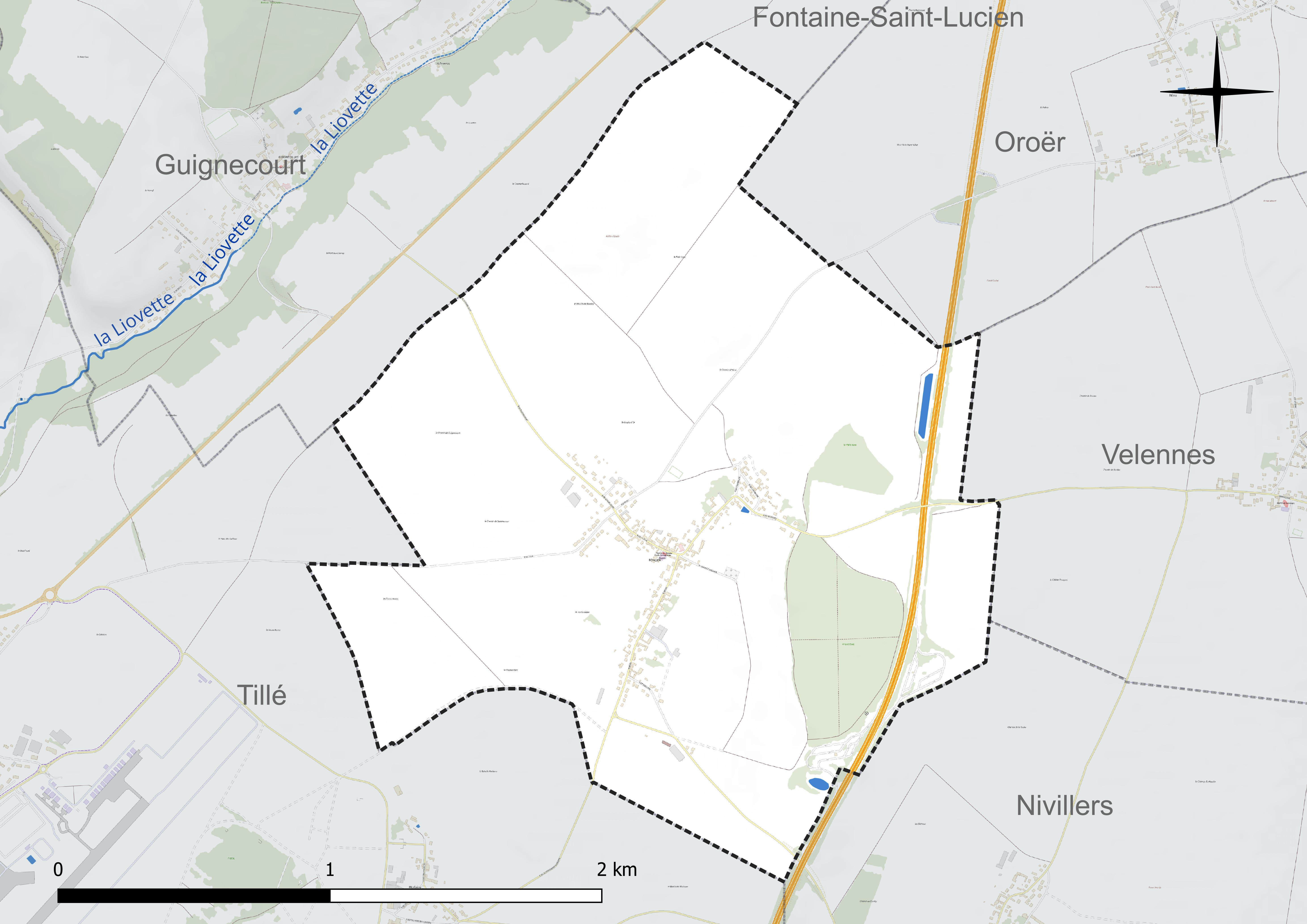
Réseau hydrographique de Bonlier.

### Climat
Pour des articles plus généraux, voir Climat des Hauts-de-France et Climat de l'Oise.
En 2010, le climat de la commune est de type climat océanique dégradé des plaines du Centre et du Nord, selon une étude du CNRS s'appuyant sur une série de données couvrant la période 1971-2000. En 2020, Météo-France publie une typologie des climats de la France métropolitaine dans laquelle la commune est exposée à un climat océanique et est dans la région climatique  Nord-est du bassin Parisien, caractérisée par un ensoleillement médiocre, une pluviométrie moyenne régulièrement répartie au cours de l'année et un hiver froid (3 °C). 
Pour la période 1971-2000, la température annuelle moyenne est de 10,2 °C, avec une amplitude thermique annuelle de 14,6 °C. Le cumul annuel moyen de précipitations est de 721 mm, avec 11,7 jours de précipitations en janvier et 8,3 jours en juillet. Pour la période 1991-2020, la température moyenne annuelle observée sur la station météorologique la plus proche, située sur la commune de Tillé à 3 km à vol d'oiseau, est de 11,0 °C et le cumul annuel moyen de précipitations est de 655,5 mm,. Pour l'avenir, les paramètres climatiques de la commune estimés pour 2050 selon différents scénarios d'émission de gaz à effet de serre sont consultables sur un site dédié publié par Météo-France en novembre 2022.
| Mois                                  | jan.             | fév.             | mars           | avril           | mai             | juin           | jui.           | août           | sep.            | oct.          | nov.             | déc.             | année      |
| ------------------------------------- | ---------------- | ---------------- | -------------- | --------------- | --------------- | -------------- | -------------- | -------------- | --------------- | ------------- | ---------------- | ---------------- | ---------- |
| Température minimale moyenne (°C)     | 1,4              | 1,2              | 3              | 4,4             | 7,9             | 11             | 12,8           | 12,9           | 10,1            | 7,6           | 4,3              | 1,8              | 6,5        |
| Température moyenne (°C)              | 4,1              | 4,5              | 7,3            | 9,8             | 13,2            | 16,4           | 18,6           | 18,6           | 15,4            | 11,7          | 7,4              | 4,5              | 11         |
| Température maximale moyenne (°C)     | 6,7              | 7,8              | 11,6           | 15,2            | 18,6            | 21,8           | 24,4           | 24,4           | 20,6            | 15,7          | 10,4             | 7,1              | 15,4       |
| Record de froid (°C) date du record   | −19,7 28.01.1954 | −16,8 14.02.1956 | −12,1 13.03.13 | −6,9 06.04.21   | −2,4 03.05.21   | 1,2 05.06.1991 | 3,6 08.07.1954 | 3,9 28.08.1974 | −0,5 20.09.1952 | −5 28.10.03   | −10,9 25.11.1956 | −15,7 21.12.1946 | −19,7 1954 |
| Record de chaleur (°C) date du record | 15,6 27.01.03    | 20,4 24.02.1990  | 24,8 31.03.21  | 28,4 18.04.1949 | 31,2 25.05.1953 | 36,9 27.06.11  | 41,6 25.07.19  | 39 06.08.03    | 34,8 15.09.20   | 28,2 01.10.11 | 20,2 01.11.14    | 17 07.12.00      | 41,6 2019  |
| Ensoleillement (h)                    | 595              | 785              | 1 272          | 1 788           | 2 033           | 2 089          | 2 198          | 2 081          | 1 638           | 1 122         | 676              | 546              | 16 822     |
| Précipitations (mm)                   | 53,8             | 44,9             | 45,8           | 44,5            | 60,6            | 53             | 54             | 57,8           | 48,5            | 58,1          | 58,4             | 76,1             | 655,5      |

## Urbanisme

### Typologie
Au 1er janvier 2024, Bonlier est catégorisée commune rurale à habitat dispersé, selon la nouvelle grille communale de densité à sept niveaux définie par l'Insee en 2022.
Elle est située hors unité urbaine. Par ailleurs la commune fait partie de l'aire d'attraction de Beauvais, dont elle est une commune de la couronne,. Cette aire, qui regroupe 162 communes, est catégorisée dans les aires de 50 000 à moins de 200 000 habitants,.

### Occupation des sols
L'occupation des sols de la commune, telle qu'elle ressort de la base de données européenne d'occupation biophysique des sols Corine Land Cover (CLC), est marquée par l'importance des territoires agricoles (87,1 % en 2018), une proportion identique à celle de 1990 (87,1 %). La répartition détaillée en 2018 est la suivante : 
terres arables (87,1 %), zones urbanisées (7,3 %), forêts (5,6 %). L'évolution de l'occupation des sols de la commune et de ses infrastructures peut être observée sur les différentes représentations cartographiques du territoire : la carte de Cassini (XVIIIe siècle), la carte d'état-major (1820-1866) et les cartes ou photos aériennes de l'IGN pour la période actuelle (1950 à aujourd'hui).

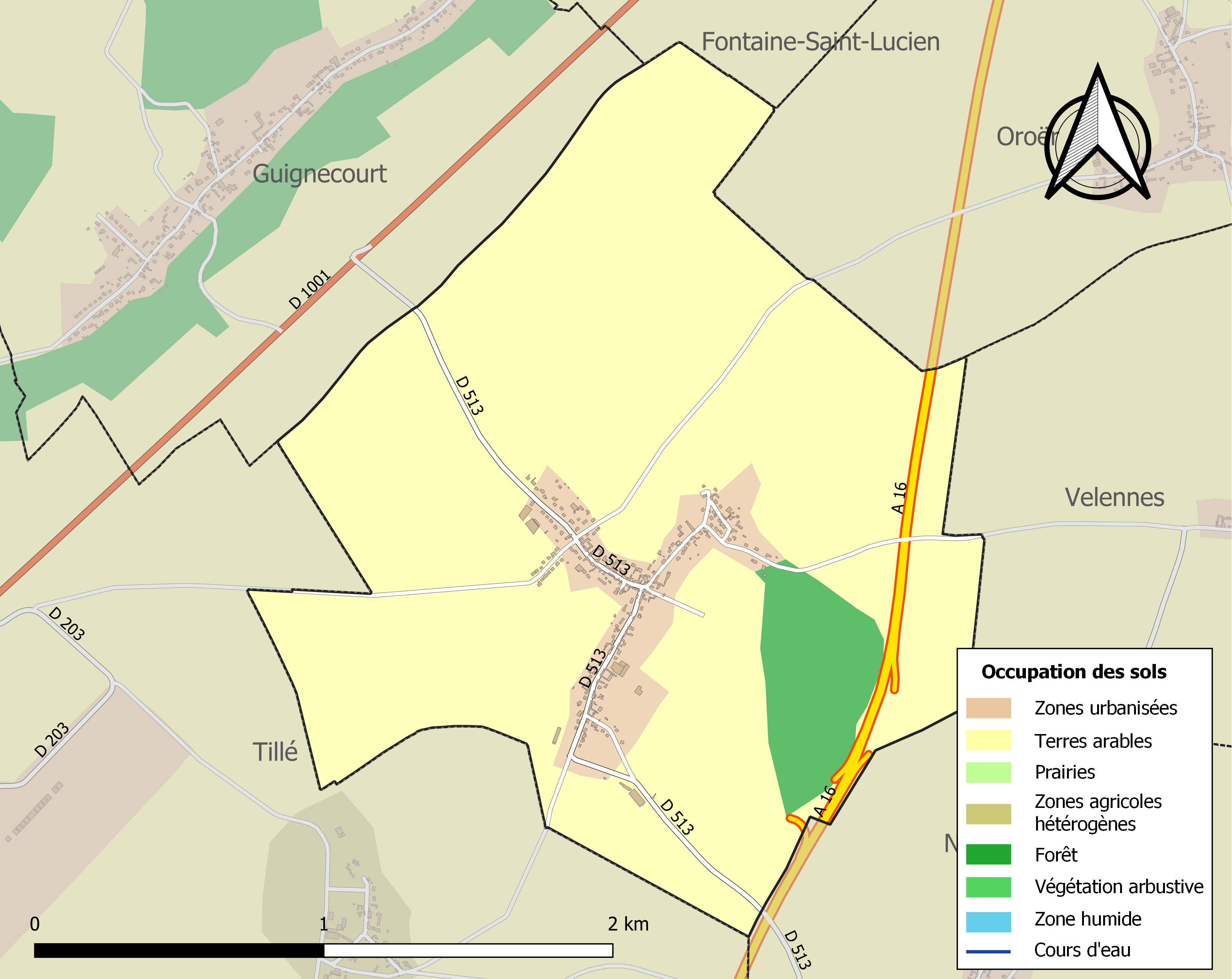
Carte des infrastructures et de l'occupation des sols de la commune en 2018 (CLC).

### Habitat et logement
En 2018, le nombre total de logements dans la commune était de 211, alors qu'il était de 168 en 2013 et de 146 en 2008.
Parmi ces logements, 92,9 % étaient des résidences principales, 0 % des résidences secondaires et 7,1 % des logements vacants. Ces logements étaient pour 81,7 % d'entre eux des maisons individuelles et pour 17,9 % des appartements.
Le tableau ci-dessous présente la typologie des logements à Bonlier en 2018 en comparaison avec celle de l'Oise et de la France entière. Une caractéristique marquante du parc de logements est ainsi une proportion de résidences secondaires et logements occasionnels (0 %) inférieure à celle du département (2,5 %) mais supérieure à celle de la France entière (9,7 %). Concernant le statut d'occupation de ces logements, 71,6 % des habitants de la commune sont propriétaires de leur logement (77,9 % en 2013), contre 61,4 % pour l'Oise et 57,5 pour la France entière.
| Typologie                                               | Bonlier | Oise | France entière |
| ------------------------------------------------------- | ------- | ---- | -------------- |
| Résidences principales (en %)                           | 92,9    | 90,4 | 82,1           |
| Résidences secondaires et logements occasionnels (en %) | 0       | 2,5  | 9,7            |
| Logements vacants (en %)                                | 7,1     | 7,1  | 8,2            |

### Voies de communication et transports
La commune est desservie, en 2023, par des lignes scolaires et le service de transport à la demande Corolis à la demande - Zone Centre du réseau Corolis. Elle est également desservie par la ligne 613 du réseau interurbain de l'Oise.

## Toponymie
Le nom de la localité est attesté sous les formes Bonlier (833) ; Bonliex (1186) ; Bonliers (XIIe) ; Laurentius de Bonlers (1236) ; Bonnlliers (1253) ; Bonliers juxta Mollenes (1288) ; Bonliez (XIIIe) ; Bouliex (1517) ; Bouliez (1631) ; Bouliers (1667) ; Bonlié (1780).

Une interprétation propose d'opposer le bon de Bonlier au mauvais de Maulers  distants de 8 Km.

## Histoire
Bonlier était séparé de Guignecourt par la voie romaine qui reliait Beauvais à Paillart
Sous l'Ancien Régime, Le village était autrefois un vicariat dépendant de la succursale de Guignecourt.
Louis Graves indique en 1830 que « La fondation de l'église remonte à l'année 1429 environ ; elle eut lieu par concordat passé entre les habitans et le curé de Guignecourt, qui s'engagea à fournir un vicaire pour desservir la chapelle; on apprend par quelques titres que cette chapelle, dédiée sous le nom de Ste.-Barbe, et placée aujourd'hui au centre du village, fut construite dans les bois de Bonlier. Vers 1540, le chapitre de la cathédrale de Beauvais, qui était seigneur de Guignecourt, voulut l'interdire, parce qu'elle avait été érigée sans sa permission, et qu'elle était dotée de terres sur lesquelles les chanoines avaient des prétentions, qu'ils ne purent soutenir sans doute ; car la chapelle fut maintenue, et reçut un accroissement notable en 1630 ; elle fut mise alors sous l'invocation de S. Roch ».
En 1830, la population de Bonliers, composée de petits propriétaires, vivait des activités agricoles. On comptait alors un moulin à vent dans le territoire communal.

## Politique et administration

### Rattachements administratifs et électoraux

#### Rattachements administratifs
La commune se trouve  dans l'arrondissement de Beauvais du département de l'Oise.
Elle faisait partie depuis 1802 du canton de Nivillers. Dans le cadre du redécoupage cantonal de 2014 en France, cette circonscription administrative territoriale a disparu, et le canton n'est plus qu'une circonscription électorale.

#### Rattachements électoraux
Pour les élections départementales, la commune fait partie depuis 2014 du canton de Mouy
Pour l'élection des députés, elle fait partie de la première circonscription de l'Oise.

### Intercommunalité
Bonlier était membre de la communauté de communes rurales du Beauvaisis, un établissement public de coopération intercommunale (EPCI) à fiscalité propre créé fin 1997 et auquel la commune avait transféré un certain nombre de ses compétences, dans les conditions déterminées par le code général des collectivités territoriales.
La commune a quitté cette intercommunalité pour rejoindre le 1er janvier 2004 la communauté d'agglomération du Beauvaisis qui se créait, et dont est depuis membre la commune.

### Liste des maires
| Période                                  | Période   | Identité           | Étiquette | Qualité  |
| ---------------------------------------- | --------- | ------------------ | --------- | -------- |
| Les données manquantes sont à compléter. |           |                    |           |          |
| avant 1962                               |           | Maurice Segonds    |           |          |
| 1965                                     |           | Maurice Staub      |           |          |
| Les données manquantes sont à compléter. |           |                    |           |          |
| mars 2001                                | mars 2008 | Christine Valentin |           |          |
| mars 2008                                | 2014      | Guy Proucelle      |           |          |
| 28 mars 2014                             | 2020      | Alain Drujon       |           | Retraité |
| 2020                                     | En cours  | Martine Maillet    |           |          |

## Équipements et services publics

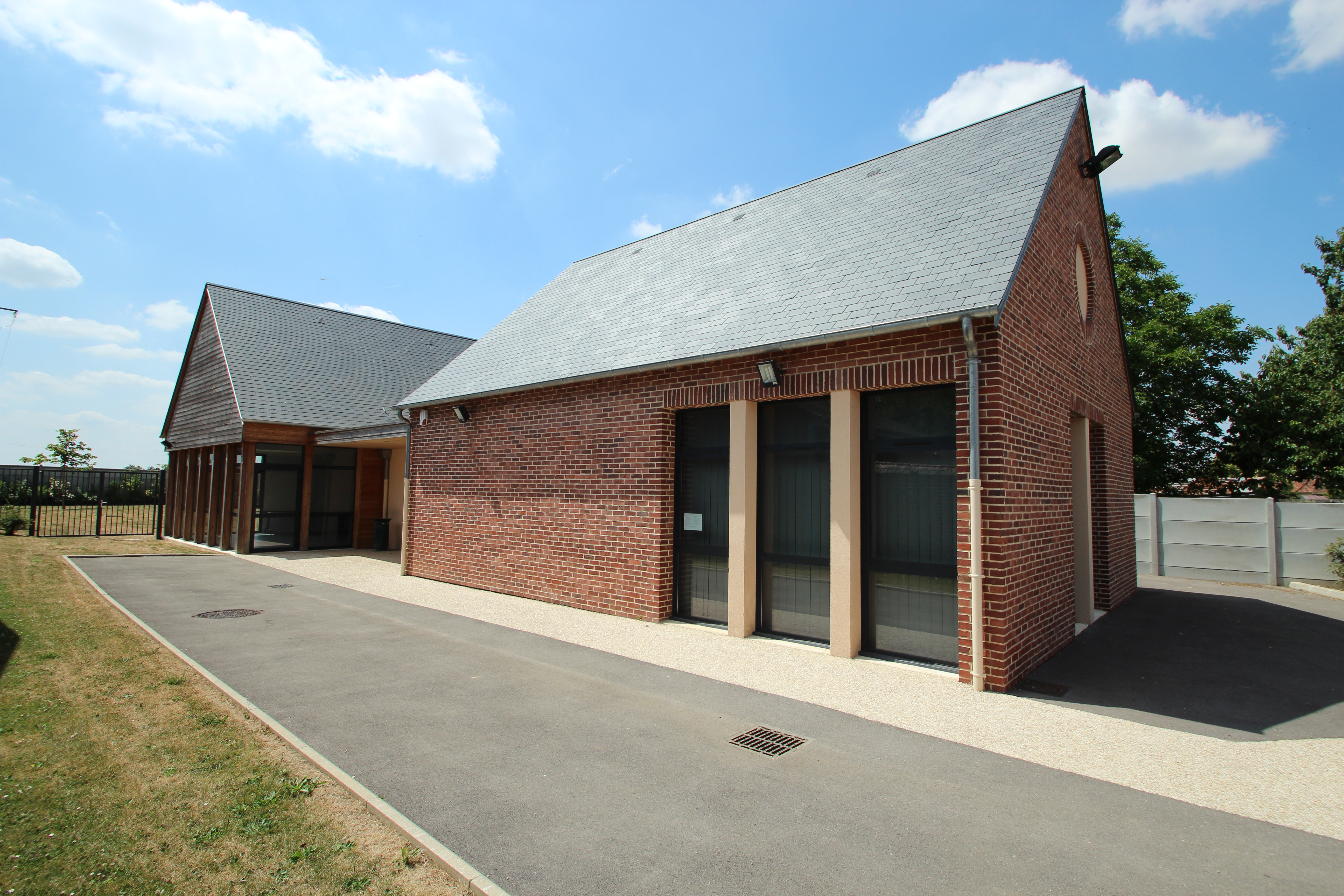
La salle communale.

La commune dispose d'un terrain de sport et d'une salle communale.

### Justice, sécurité, secours et défense
Un corps de sapeur pompiers volontaires veille sur la population avec 13 pompiers volontaires[Quand ?]

## Démographie

### Évolution démographique
L'évolution du nombre d'habitants est connue à travers les recensements de la population effectués dans la commune depuis 1793. Pour les communes de moins de 10 000 habitants, une enquête de recensement portant sur toute la population est réalisée tous les cinq ans, les populations de référence des années intermédiaires étant quant à elles estimées par interpolation ou extrapolation. Pour la commune, le premier recensement exhaustif entrant dans le cadre du nouveau dispositif a été réalisé en 2005.

En 2022, la commune comptait 472 habitants, en évolution de +2,83 % par rapport à 2016 (Oise : +0,87 %, France hors Mayotte : +2,11 %).
| 1793 | 1800 | 1806 | 1821 | 1831 | 1836 | 1841 | 1846 | 1851 |
| ---- | ---- | ---- | ---- | ---- | ---- | ---- | ---- | ---- |
| 280  | 275  | 280  | 257  | 272  | 274  | 246  | 213  | 218  |

| 1856 | 1861 | 1866 | 1872 | 1876 | 1881 | 1886 | 1891 | 1896 |
| ---- | ---- | ---- | ---- | ---- | ---- | ---- | ---- | ---- |
| 194  | 184  | 191  | 156  | 168  | 157  | 156  | 155  | 148  |

| 1901 | 1906 | 1911 | 1921 | 1926 | 1931 | 1936 | 1946 | 1954 |
| ---- | ---- | ---- | ---- | ---- | ---- | ---- | ---- | ---- |
| 163  | 144  | 142  | 131  | 123  | 140  | 147  | 119  | 128  |

| 1962 | 1968 | 1975 | 1982 | 1990 | 1999 | 2005 | 2006 | 2010 |
| ---- | ---- | ---- | ---- | ---- | ---- | ---- | ---- | ---- |
| 161  | 154  | 178  | 222  | 338  | 385  | 383  | 378  | 400  |

| 2015 | 2020 | 2022 | - | - | - | - | - | - |
| ---- | ---- | ---- | - | - | - | - | - | - |
| 419  | 477  | 472  | - | - | - | - | - | - |

### Pyramide des âges
La population de la commune est relativement jeune.
En 2018, le taux de personnes d'un âge inférieur à 30 ans s'élève à 40,9 %, soit au-dessus de la moyenne départementale (37,3 %). À l'inverse, le taux de personnes d'âge supérieur à 60 ans est de 23,7 % la même année, alors qu'il est de 22,8 % au niveau départemental.
En 2018, la commune comptait 238 hommes pour 237 femmes, soit un taux de 50,11 % d'hommes, légèrement supérieur au taux départemental (48,89 %).
Les pyramides des âges de la commune et du département s'établissent comme suit.
| Hommes | Classe d’âge | Femmes |
| ------ | ------------ | ------ |
| 0,0    | 90 ou +      | 0,0    |
| 4,2    | 75-89 ans    | 4,2    |
| 18,8   | 60-74 ans    | 20,2   |
| 20,5   | 45-59 ans    | 14,7   |
| 15,1   | 30-44 ans    | 20,6   |
| 20,9   | 15-29 ans    | 22,3   |
| 20,5   | 0-14 ans     | 18,1   |

| Hommes | Classe d’âge | Femmes |
| ------ | ------------ | ------ |
| 0,5    | 90 ou +      | 1,4    |
| 5,5    | 75-89 ans    | 7,6    |
| 15,6   | 60-74 ans    | 16,3   |
| 20,8   | 45-59 ans    | 20     |
| 19,4   | 30-44 ans    | 19,4   |
| 17,6   | 15-29 ans    | 16,2   |
| 20,6   | 0-14 ans     | 19,1   |

## Économie
La présence de sites archéologiques majeurs sur le territoire communal représente un potentiel culturel et touristique : le petit bois, les terres noires, l'église, la chaussée Brunehaut, le chemin de Montdidier.
L'arrivée de l'autoroute A16 a modifié avec son aire de repos la topographie de la campagne de Bonlier à l'est et amené un remembrement de terres cultivables.
Enfin un silo à grain et quelques entreprises dynamisent le village.

## Culture locale et patrimoine

### Lieux et monuments
Un bâtiment en brique érigé en 1847 surélevée en 1892 abrite la mairie et la bibliothèque.
L'église Saint-Roch, moderne sous sa couverture en toile verte, a été construite en 1957 sur les plans d'E.-J. Audebert au milieu du village, l'ancienne église ayant été détruite en 1943 par une bombe alliée, sans doute en raison de sa proximité avec l'aérodrome militaire de Tillé utilisé alors par l'aviation allemande.
Cette ancienne église était décrite en 1830 comme « de forme allongée, terminée pal' un chœur en demi-cercle, dont les fenêtres présentent le mélange d'ogives et de cintres arrondis, qui est propre aux dernières constructions de l'architecture gothique. Le portail est une large  arcade en anse de panier, avec quelques cannelures. La sacristie , qui forme comme une. chapelle latérale; est un reste de la première église. La nef est lambrissée ; les voûtes du chœur, quoique construites en bois, figurent des arceaux gothiques avec pendentifs ; elles ont été achevées en 1780; il y a quelques restes d'assez beaux vitraux. Le clocher, placé sur la nef, est .couvert en ardoises; il s'élève d'environ 30 mètres au-dessus du sol ».

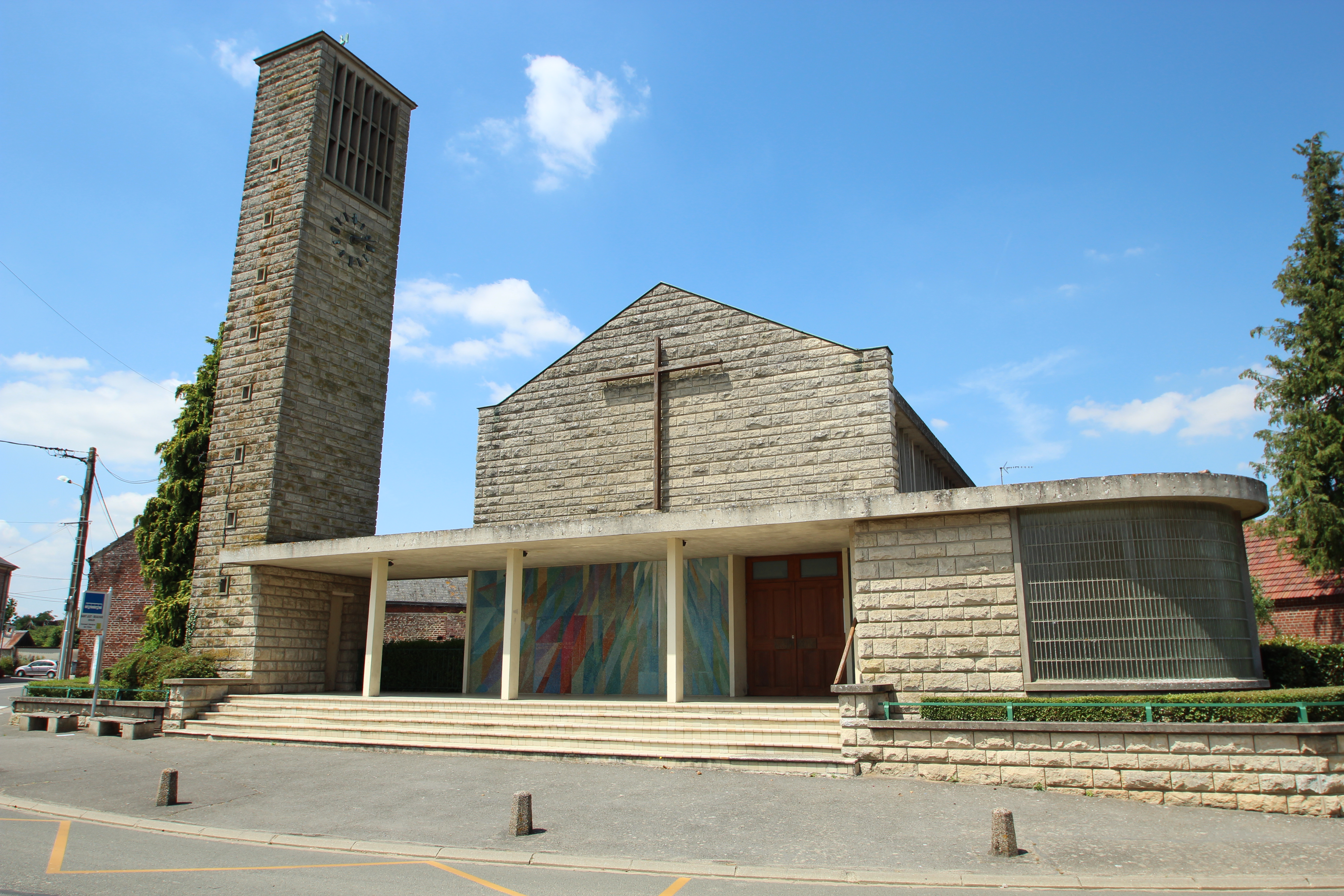
L'église.
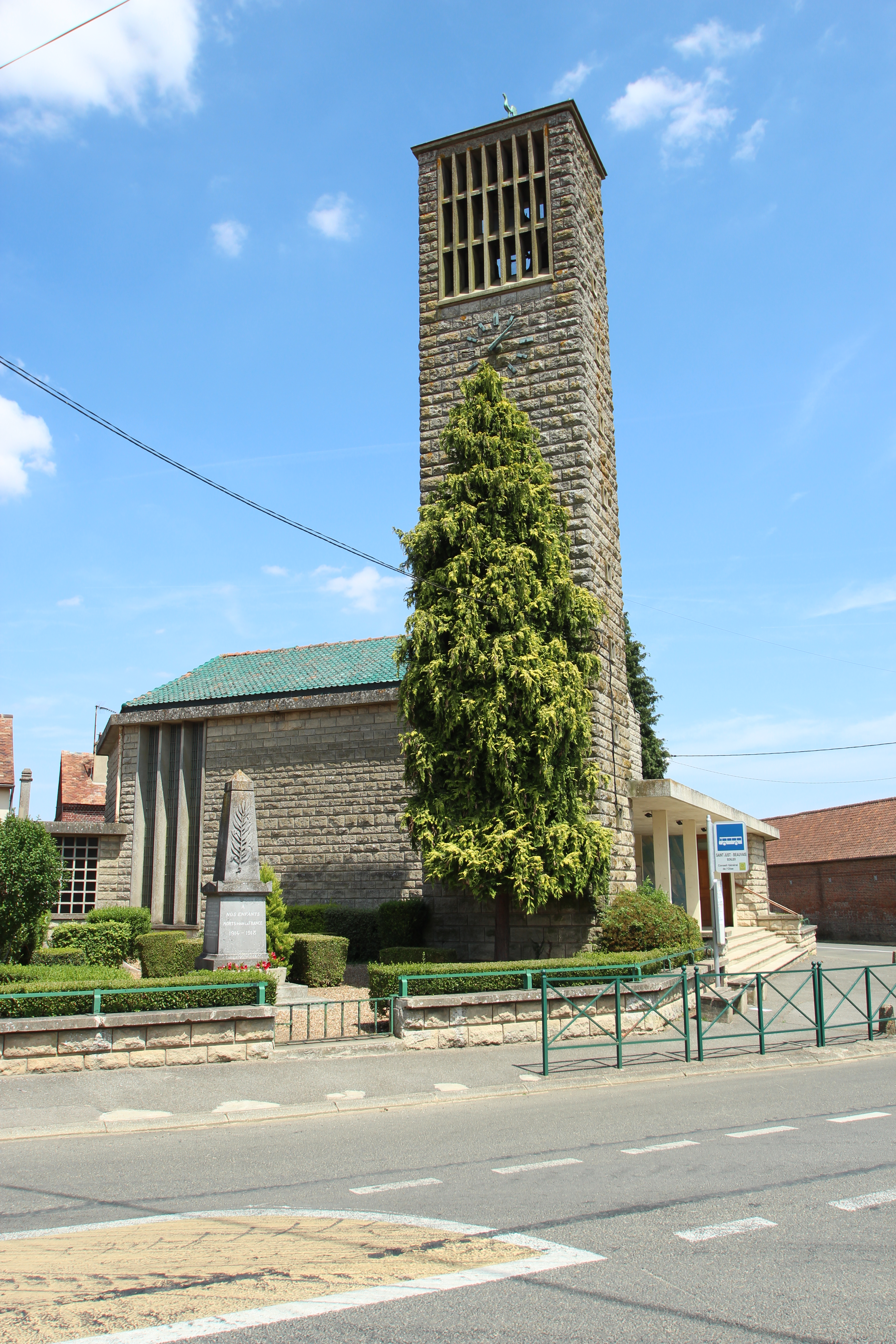
Le clocher de l'église.
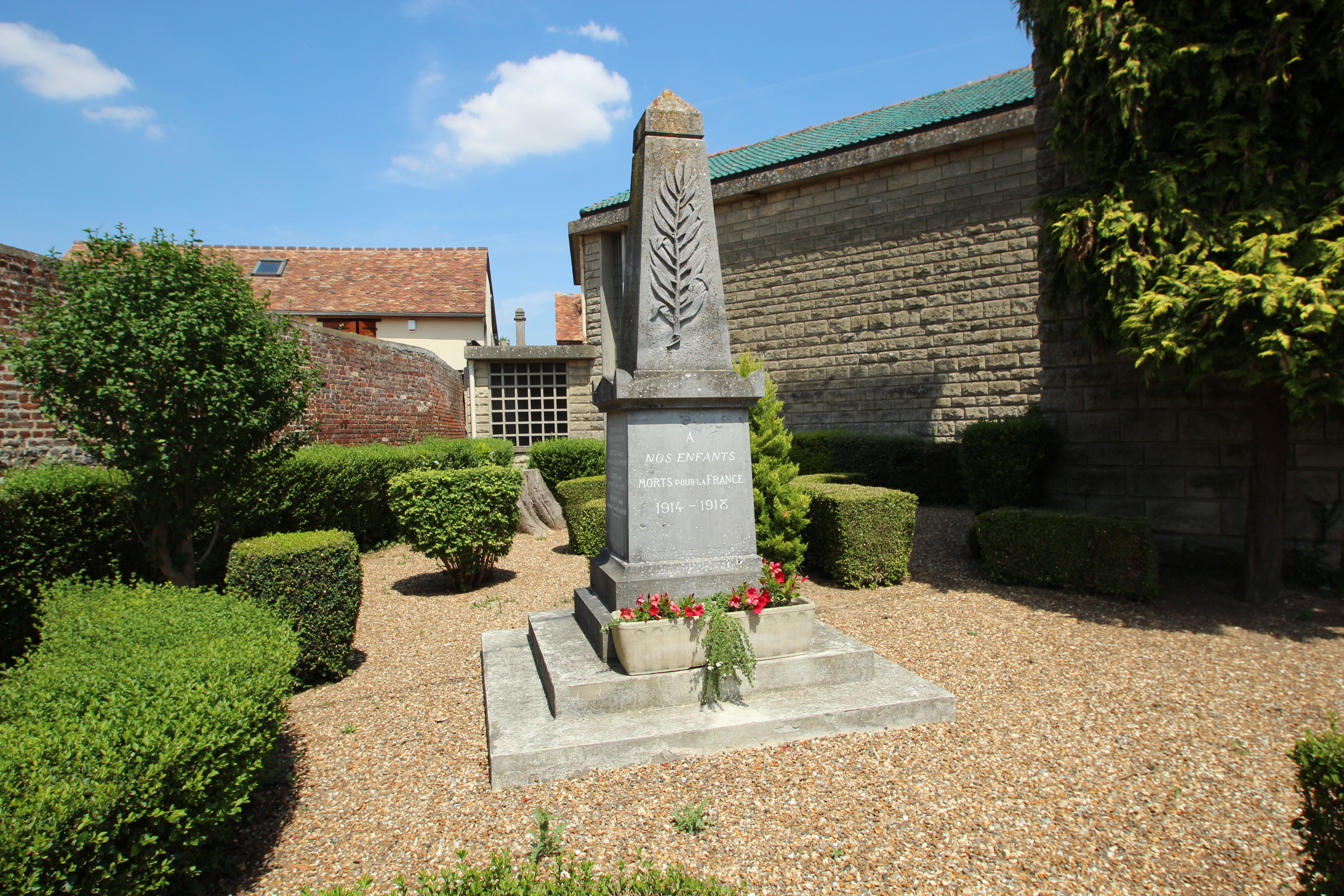
Le monument aux morts.
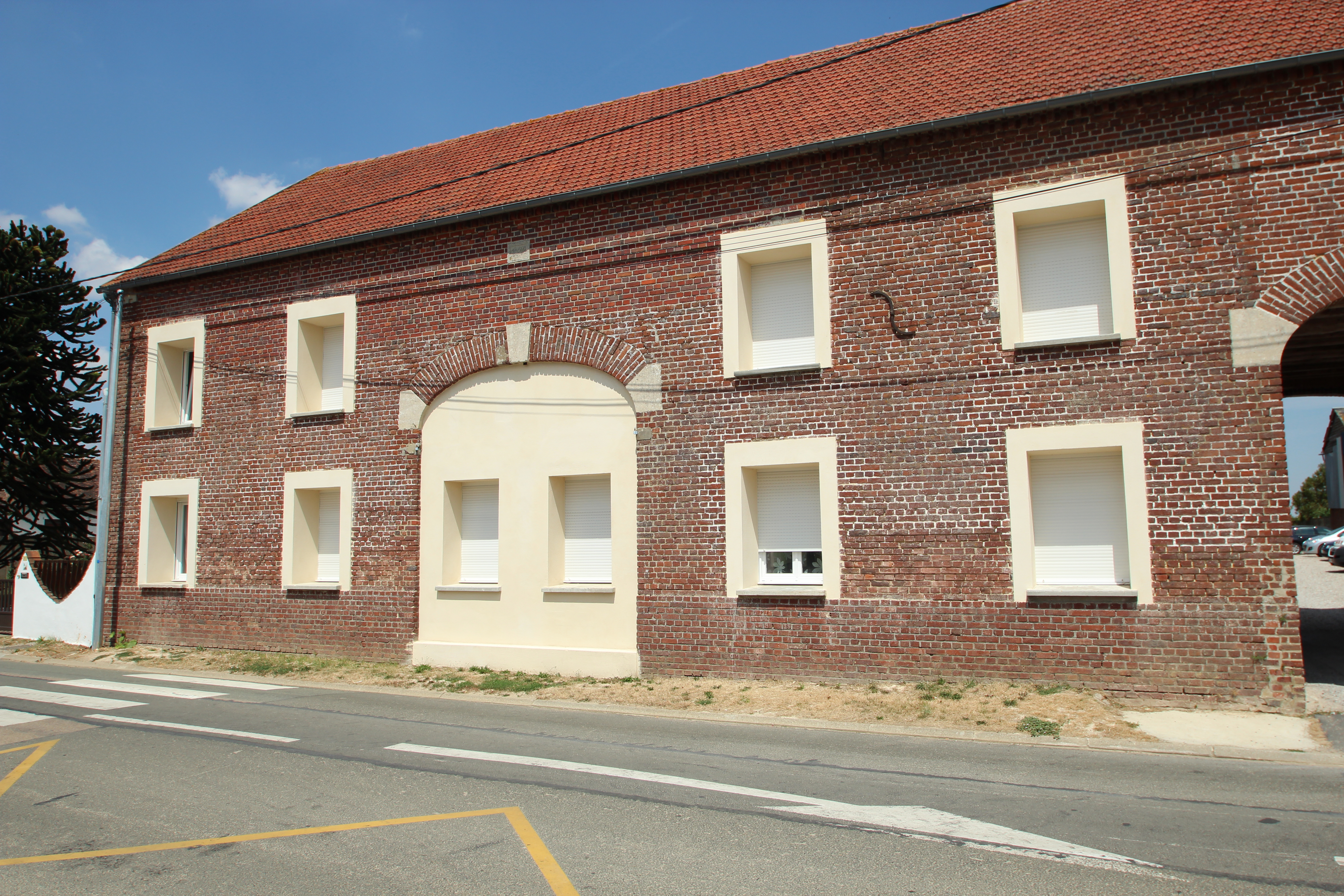
Habitation dans une ancienne grange réhabilitée.